# Ескудо Португальської Індії
Ескудо Португальської Індії (порт. Escudo da Índia Portuguesa) — грошова одиниця Португальської Індії в 1958-1961.

## Історія
Введений у Португальській Індії у 1958, замінивши рупію Португальської Індії у співвідношенні: 1 рупія = 6 ескудо. Ескудо = 100 сентаво.
Випуск монет розпочато в 1958, банкнот — в 1959.
У 1961 індійські війська зайняли територію Португальської Індії, яка була включена до складу Республіки Індія. Ескудо замінений індійською рупією.

## Монети та банкноти
Випускалися банкноти Національного заморського банку 30, 60, 100, 300, 600 і 1000 ескудо. Усі банкноти датовані 2 січня 1959.
Чеканились монети в 10, 30, 60 сентаво, 1, 3, 6 ескудо.